# Sophie Vavasseur
Sophie Vavasseur (Dublino, 10 maggio 1992) è un'attrice irlandese.

## Biografia
Ha esordito al cinema nel 2002 come protagonista nel film Evelyn, che le valse diverse nomination a numerosi riconoscimenti. In seguito interpretò la parte della figlia dello scienziato (Angie Ashford) nel secondo capitolo della serie cinematografica Resident Evil.

## Filmografia

### Cinema
- Evelyn, regia di Bruce Beresford (2002)
- Resident Evil: Apocalypse, regia di Alexander Witt (2004)
- Becoming Jane - Il ritratto di una donna contro (Becoming Jane), regia di Julian Jarrold (2007)
- Ragazze nel pallone - Sfida mondiale (Bring It On: Worldwide #Cheersmack), regia di Robert Adetuyi (2017)
- The Seed, regia di Sam Walker (2021)

### Televisione
- The Old Curiosity Shop, (2007) film TV (2007)
- Vikings - serie TV, 2 episodi (2017)
- Il principe che ho sempre sognato (Picture Perfect Royal Christmas), regia di Todor Chapkanov - film TV (2020)
- Harry Wild - serie TV, episodio 2x01 (2023)

## Doppiatrici italiane
Nelle versioni in italiano delle opere in cui ha recitato, Sophie Vavasseur è stata doppiata da:
- Letizia Ciampa in Evelyn
- Claudia Mazza in Resident Evil: Apocalypse
- Alice Bertocchi in Vikings
- Gaia Bolognesi in Harry Wild

## Riconoscimenti
- Nomination ai Phoenix Film Critics Society Awards 2003: miglior attrice giovane protagonista o non per Evelyn
- Nomination ai Young Artist Awards 2003: miglior attrice giovane 10 anni o meno per Evelyn